# Coupe de la Ligue espagnole de football 1983
Navigation
Édition suivante
La Coupe de la Ligue espagnole 1983 est la 1re édition de la compétition. Le vainqueur est qualifié pour le premier tour de la Coupe UEFA 1983-1984.
La compétition commence le 8 mai 1983 et s'achève le 29 juin 1983.

## Clubs participants
Les 18 équipes de la Primera División 1982-1983 prennent part à la compétition. Tous les tours sont joués en aller-retour. Les deux demi-finalistes de la Coupe d'Espagne 1982-1983 sont exemptés jusqu'au deuxième tour, et les finalistes jusqu'en quart de finale.

## Résultats

### Premier tour
Les matchs aller se jouent le 8 mai, et les matchs retour les 21 et 22 mai 1983.
| Équipe              | Aller | Total               | Retour   | Équipe             |
| ------------------- | ----- | ------------------- | -------- | ------------------ |
| Celta de Vigo       | 3 – 2 | 4 – 9               | 1 – 7    | RCD Español        |
| Real Betis          | 1 – 0 | 2 – 2 (?? – ?? tab) | 1 – 2 ap | CD Málaga          |
| Racing de Santander | 1 – 0 | 4 – 3               | 3 – 3    | Valence CF         |
| UD Salamanque       | 0 – 0 | 1 – 4               | 1 – 4    | Atlético de Madrid |
| Real Saragosse      | 2 – 1 | 4 – 1               | 2 – 0    | Séville FC         |
| Athletic Bilbao     | 1 – 1 | 3 – 3 (5 – 4 tab)   | 2 – 2 ap | CA Osasuna         |
| UD Las Palmas       | 4 – 1 | 6 – 2               | 2 – 1    | Real Valladolid    |

### Deuxième tour
Les matchs aller se jouent le 1 juin, et les matchs retour le 8 juin 1983. L'UD Las Palmas est exempté.
| Équipe              | Aller | Total             | Retour   | Équipe          |
| ------------------- | ----- | ----------------- | -------- | --------------- |
| Sporting de Gijón   | 2 – 2 | 3 – 2             | 1 – 0    | CD Málaga       |
| Racing de Santander | 3 – 2 | 3 – 6             | 0 – 4    | Real Saragosse  |
| Real Sociedad       | 2 – 2 | 2 – 2 (4 – 2 tab) | 0 – 0 ap | RCD Español     |
| Atlético de Madrid  | 3 – 0 | 3 – 2             | 0 – 2    | Athletic Bilbao |

### Quarts de finale
Les matchs aller se jouent le 12 juin, et les matchs retour le 15 juin 1983. Le Real Saragosse est exempté.
| Équipe        | Aller | Total | Retour | Équipe             |
| ------------- | ----- | ----- | ------ | ------------------ |
| UD Las Palmas | 1 – 0 | 1 – 3 | 0 – 3  | Atlético de Madrid |
| FC Barcelone  | 1 – 0 | 1 – 0 | 0 – 0  | Sporting de Gijón  |
| Real Madrid   | 1 – 0 | 2 – 1 | 1 – 1  | Real Sociedad      |

### Demi-finales
Les matchs aller se jouent le 19 juin, et les matchs retour le 22 juin 1983.
| Équipe             | Aller | Total             | Retour   | Équipe       |
| ------------------ | ----- | ----------------- | -------- | ------------ |
| Real Saragosse     | 5 – 3 | 8 – 8 (3 – 5 tab) | 3 – 5 ap | Real Madrid  |
| Atlético de Madrid | 1 – 0 | 3 – 5             | 2 – 5    | FC Barcelone |

### Finale
Le match aller se joue le 26 juin et le match retour le 29 juin 1983.
| Match aller  | Real Madrid                         | 2 – 2   | FC Barcelone                | Stade Santiago-Bernabéu, Madrid        |                                        |
| 26 juin 1983 | del Bosque 62e · Juanito 68e (pen.) | (0 – 0) | 51e Carrasco · 57e Maradona | Arbitrage : Ildefonso Urizar Azpitarte | Arbitrage : Ildefonso Urizar Azpitarte |

| Match retour       | FC Barcelone                       | 2 – 1   | Real Madrid    | Camp Nou, Barcelone              |                                  |
| 29 juin 1983 21h15 | Maradona 19e (pen.) · Alexanko 25e | (2 – 0) | 80e Santillana | Arbitrage : Joaquín Ramos Marcos | Arbitrage : Joaquín Ramos Marcos |